# Tecmo
La Tecmo, Ltd. (テクモ?, Tekumo), precedentemente conosciuta come Tehkan Ltd, è una società giapponese che si occupa dello sviluppo di videogiochi, fra i quali Ninja Gaiden, Dead or Alive, Deception, Monster Rancher, Rygar, Tecmo Super Bowl, Project Zero e Gallop Racer.
La divisione americana della Tecmo, la U.S. Tehkan Inc., fu inaugurata nel mese di marzo 1981. Un mese dopo, fu pubblicato in Giappone il suo primo videogioco chiamato Pleiads, distribuito in America dalla Centuri. L'8 gennaio 1986 la Tehkan cambiò ufficialmente il suo nome in Tecmo.
Nel 2010 la Tecmo è stata unita alla Koei per fondare la una nuova divisione di sviluppo, la Koei Tecmo Games, definendo lo scioglimento definitivo della società.

## Videogiochi

### Tehkan
- Pleiads (1981)
- Red Clash (1981)
- Route 16 (1981)
- Swimmer (1982)
- Guzzler (1983)
- Senjyo (1983)
- Bomb Jack (1984)
- Star Force (1984)
- Gridiron Fight (1985)
- Lovely Cards (1985)
- Pinball Action (1985)
- Pontoon (1985)
- Tehkan World Cup (1985)

### Tecmo
- Rygar (1986)
- Solomon's Key (1986)
- Tee'd Off (1986)
- Vs. Mighty Bomb Jack (1986)
- Gemini Wing (1987)
- Tecmo Bowl (1987)
- Captain Tsubasa (videogioco NES) (1988)
- Shadow Warriors (arcade) (1988)
- Shadow Warriors (NES) (1988)
- Silk Worm (1988)
- Tecmo World Cup '90 (1989)
- Wild Fang (1989)
- Captain Tsubasa 2  (1990)
- Gun Dealer  (1990)
- Shadow Warriors II: The Dark Sword of Chaos  (1990)
- Ninja Gaiden III: The Ancient Ship of Doom  (1991)
- Shadow Warriors (Game Boy)  (1991)
- Raiga - Strato Fighter  (1991)
- Super Pinball Action  (1991)
- Captain Tsubasa 3  (1992)
- Captain Tsubasa VS  (1992)
- Final Star Force  (1992)
- Tecmo Cup Soccer Game (porting statunitense di Captain Tsubasa (videogioco NES))  (1992)
- Quiz Kokology  (1992)
- Captain Tsubasa 4  (1993)
- Quiz Kokology 2  (1993)
- Captain Tsubasa (SEGA Mega CD)  (1994)
- Captain Tsubasa 5  (1994)
- Eight Forces  (1994)
- Tecmo World Cup '94  (1994)
- Ganbare Ginkun  (1995)
- Nouryoku Koujou Iinkai  (1995)
- Angel Eyes  (1996)
- Devil's Deception  (1996)
- Deroon DeroDero  (1996)
- Gallop Racer  (1996)
- Tecmo World Soccer '96  (1996)
- V Goal Soccer  (1996)
- Gallop Racer 2  (1997)
- Monster Rancher  (1997)
- Cool Boarders Arcade Jam  (1998)
- Dead or Alive ++  (1998)
- Kagero: Deception II  (1998)
- Tecmo World Cup '98  (1998)
- Dead or Alive 2 (1999)
- Deception III: Dark Delusion (1999)
- Gallop Racer 3 (1999)
- Tondemo Crisis (1999)
- Dead or Alive 2 Millennium (2000)
- Tecmo World Cup Millennium (2000)
- Monster Farm Jump (2001)
- Project Zero (2001)
- Rygar: The Legendary Adventure (2002)
- Dead or Alive 3 (2001)
- Project Zero II: Crimson Butterfly (2003)
- Dead or Alive Xtreme Beach Volleyball (2003)
- Ninja Gaiden) (2004)
- Dead or Alive Ultimate (2004)
- Project Zero 3 (2005)
- Trapt (2005)
- Dead or Alive 4 (2005)
- Dead or Alive Xtreme 2 (2006)
- Ninja Gaiden Sigma (2007)
- Ninja Gaiden 2 (2008)
- Zero: Tsukihami no kamen (2008)